# Seven Borealis
Le Seven Borealis est un navire de services qui peut être utilisé comme navire poseur de canalisations et navire-grue. Le navire appartient à l'entreprise de services offshore Subsea 7. Il navigue sous le pavillon des Bahamas et son port d'attache est Nassau.

## Histoire
Le 25 mai 2007, le navire a été commandé au chantier naval de Nantong en Chine. La quille a été posée le 10 novembre 2008 et sa mise à l'eau le 19 octobre 2009. Le navire a été achevé le 21 février 2012.

### Technologie et équipement
Le navire est équipé de deux moteurs diesels-électriques. La production d'électricité à bord est assurée par six générateurs diesel Rolls-Royce de type Bergen Engines B32. Il possède deux pods (type: Rolls-Royce UUC 455 FP). De plus, quatre autres pods extensibles (type: Rolls-Royce UL 305 FP) sont disponibles, qui sont entraînées par des moteurs électriques d'une puissance de 3.200 kW. Trois de ces derniers sont installés dans la zone de proue et un à la poupe. Le navire dispose ainsi d'un système de positionnement dynamique. Il y a un propulseur d'étrave transversal à l'avant comme aide à la manœuvre (Type: Rolls-Royce TT 3000 CP) avec une puissance de 2.500 kW. Un générateur diesel MTU V12 4000 d'une puissance de 1.600 kW est disponible pour l'alimentation de secours et les opérations portuaires .
L'opérateur déclare une autonomie en mer de 45 jours chacun pour le transit avec 220 personnes et pour le séjour sur le lieu de travail avec 399 personnes à bord.
Les approvisionnements en carburant sont de:
- 3370 m³ de fioul lourd
- 2980 m³ de gasoil marin
- 92 m³ d'huile de graissage
- 26,24 m³ d'eau potable

### Équipement de pose de canalisation
Le Seven Borealis est conçu pour poser des tuyaux avec les méthodes S-Lay et J-Lay. Le système de pose S-Lay a une force de maintien dynamique de 600 tonnes et peut être utilisé pour des tuyaux de 4,5 à 46  pouces avec revêtement. La plus grande profondeur de pose est de 3.000 m. Le système J-lay a une force de maintien statique de 750 tonnes et une dynamique de 937 tonnes. Des diamètres de câble de 4 à 24 pouces avec gaine peuvent également être posés jusqu'à une profondeur de 3.000 m. Jusqu'à 2.800 tonnes de canalisations peuvent être stockées sur le pont.

### Système de grue
Une grue pivotante d'une capacité de levage maximale de 5.000 tonnes, 4.000 t à 40 m et 1.500 t à 78 m de rayon est située au centre du pont arrière. De plus, il y a une grue de 40 tonnes à tribord, une grue de 40 tonnes à bâbord et une grue de 36 tonnes à bâbord à l'avant.

## Galerie

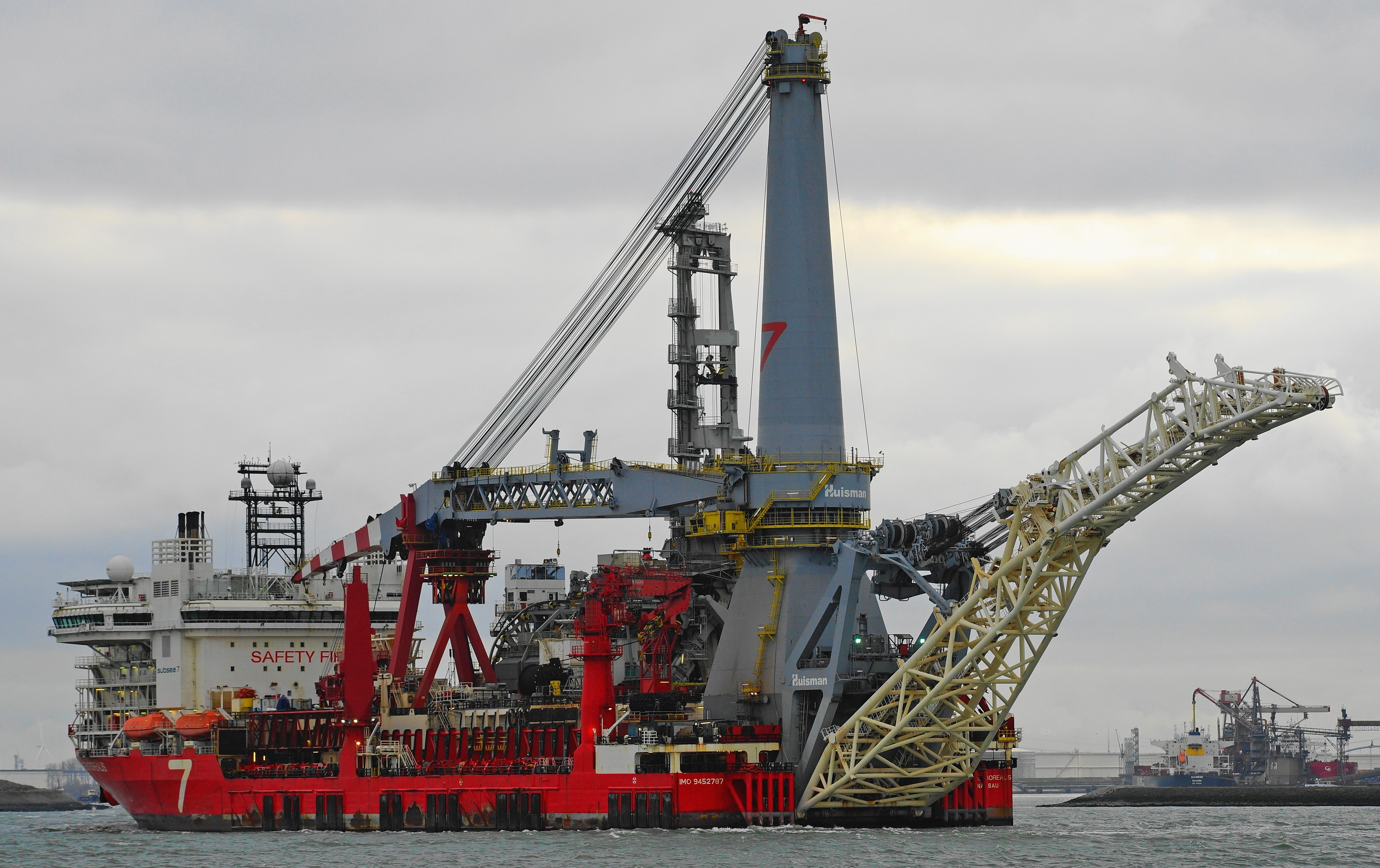
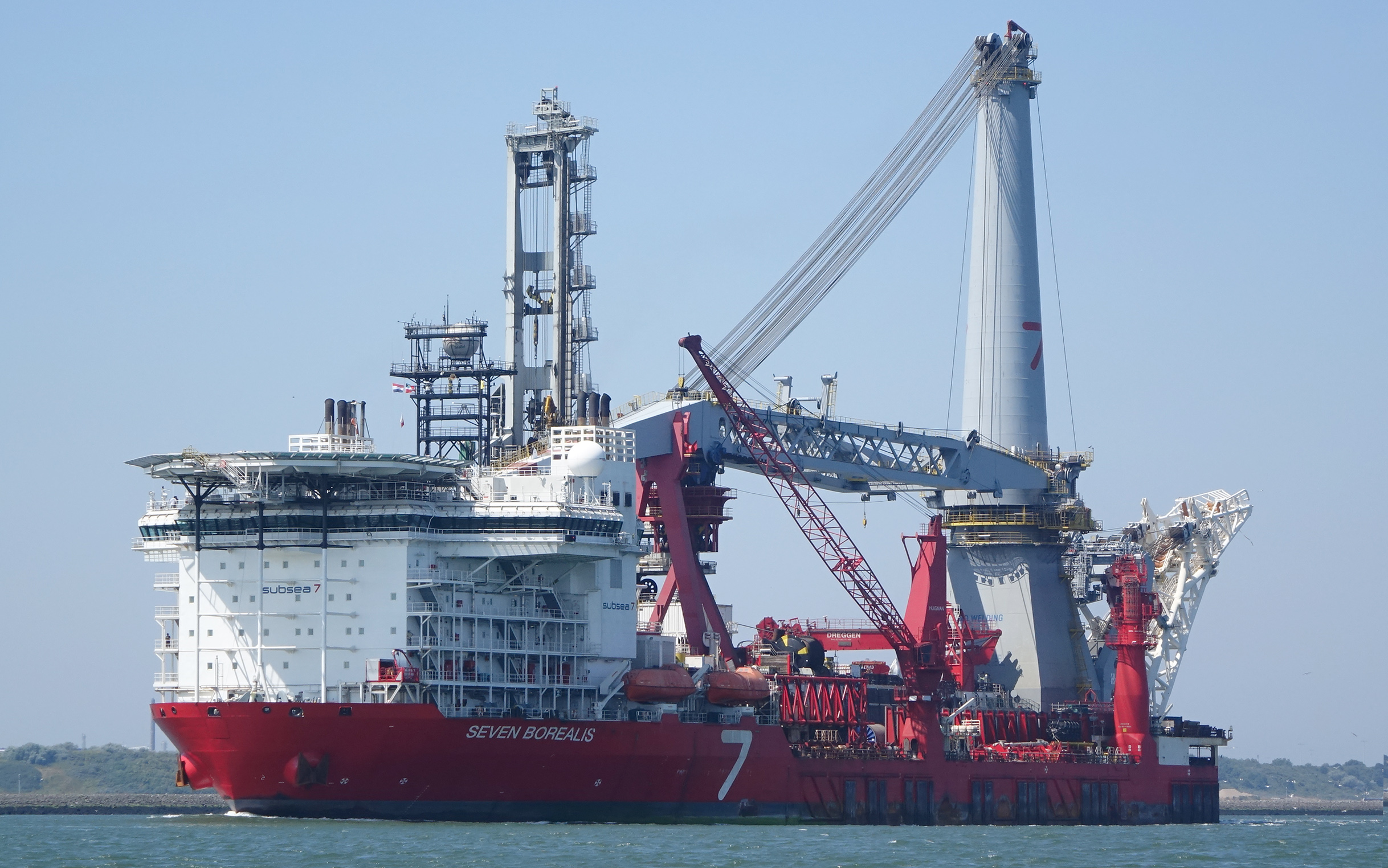
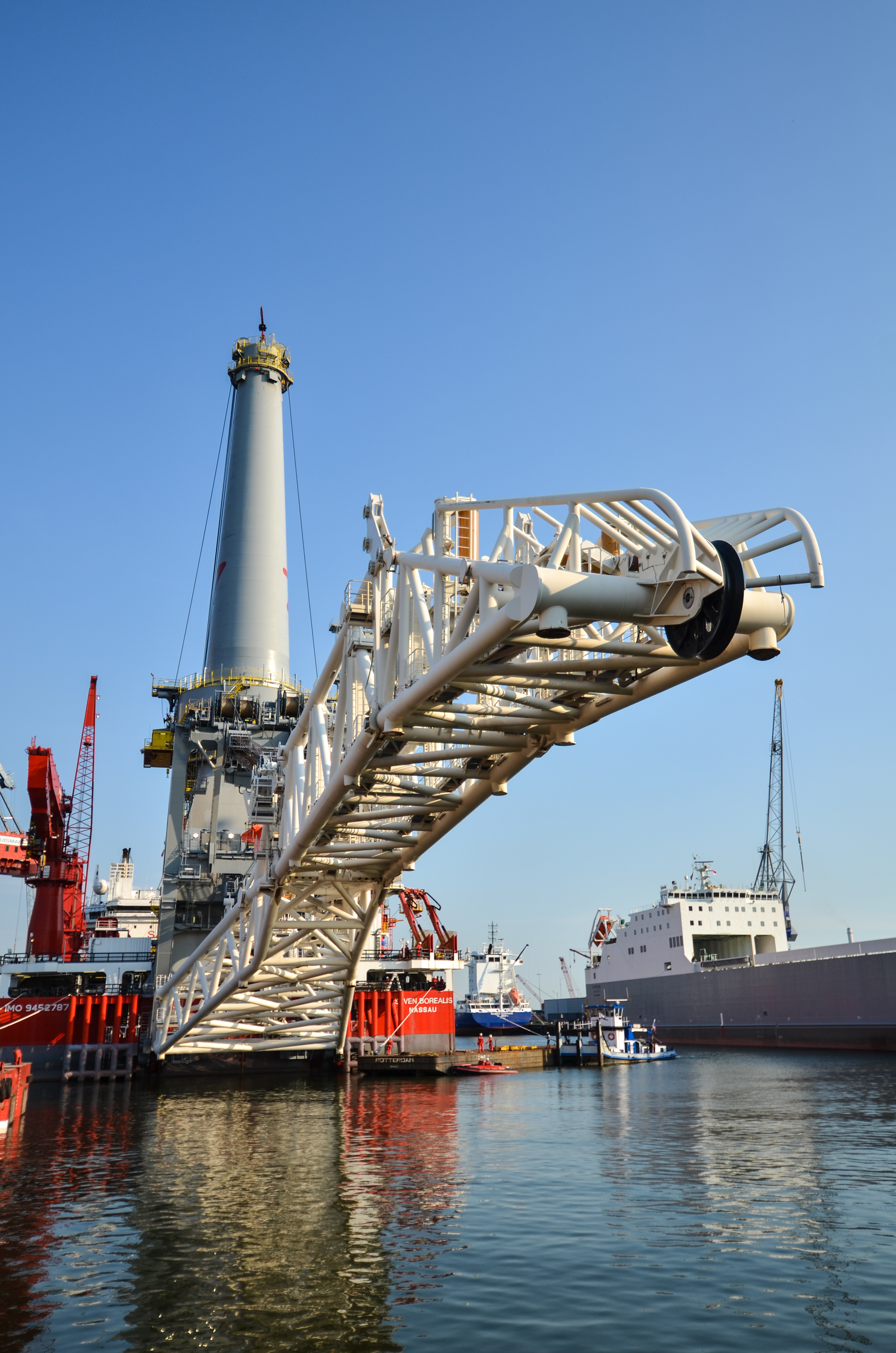
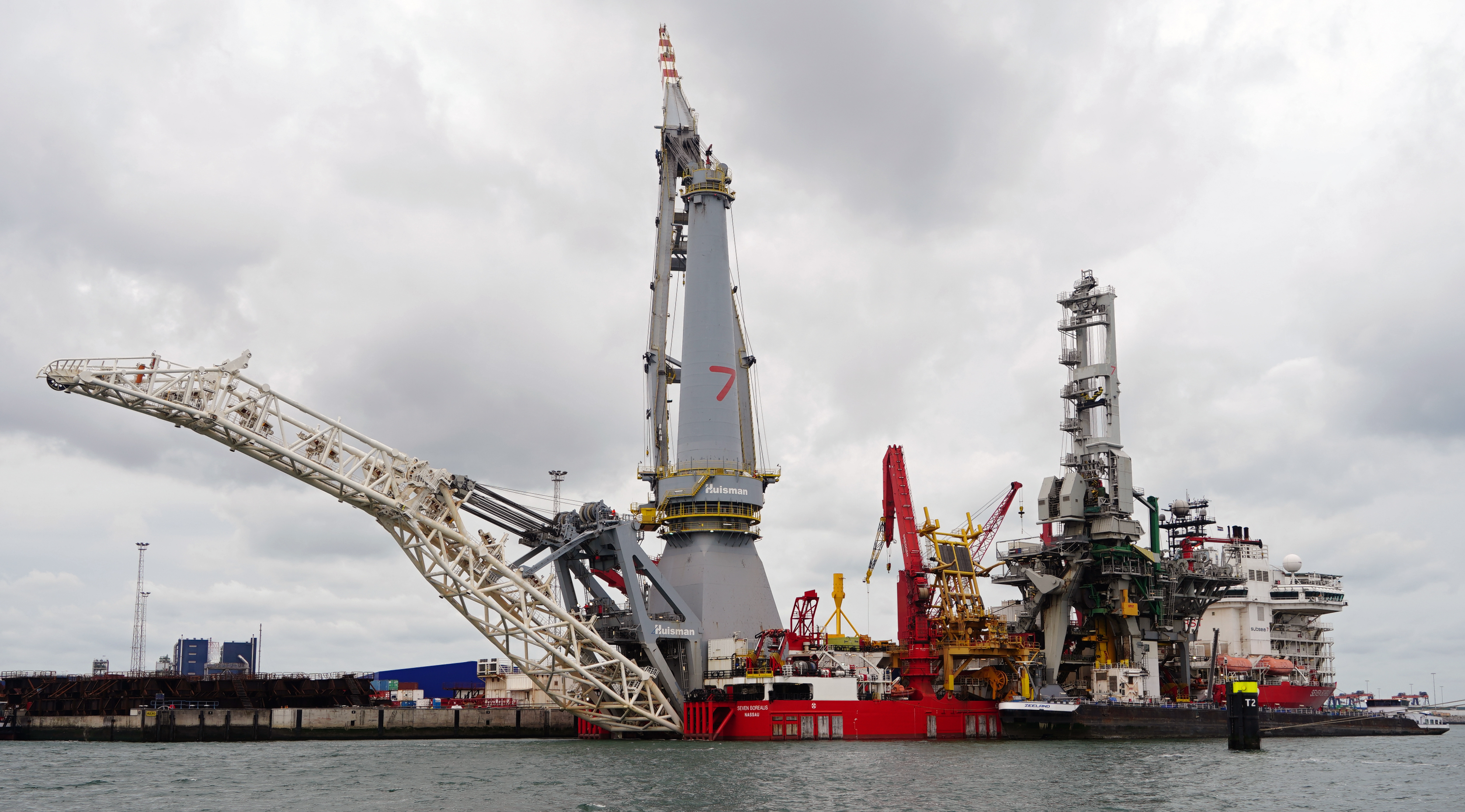

### Articles externes
- SEVEN BOREALIS - Site DNV-GL
- SEVEN BOREALIS - Site Subsea 7